# Мистерија регате и друге приче
Мистерија регате и друге приче (енгл. The Regatta Mystery) је мистериозна збирка британске књижевнице Агате Кристи (енгл. Agatha Christie) објављена 1939. године.

## Историјат
Првобитно је објављена 1939. године у Сједињеним Америчким Државама у издаваштву Dodd, Mead and Company у тврдом повезу са 229 страна, продавана је по цени од 2,00 долара. Ово је прва збирка Агате Кристи која није упоредо објављена у Великој Британији. Скраћено издање са 126 страна је објављено у Њујорку исте године у издаваштву Lawrence E. Spivak. Мек повез је објавио Avon Books 1946, а затим Dell Books 1964. године. Издање које је продавано у Србији на енглеском језику је објавила издавачка кућа Харпер Колинс.
У причама су главни ликови Херкул Поаро, госпођица Марпл и Паркер Пајн.

## О књизи
Збирка садржи приче „Прича Мистерија регате”, „Мистерија багдадског сандука”, „Како расте твој врт?”, „Проблем у заливу Поленса”, „Жута перуница”, „Госпођица Марпл прича причу”, „Сан”, „У тамној чаши” и „Невоља на мору”.
„Прича Мистерија регате” прати Паркера Пајна који лови крадљивца дијаманата током регате у луци Дартмут.
„Мистерија багдадског сандука” говори о томе како се мртво тело нашло у титуларном сандуку током плесне забаве. Артур Хејстингс бележи разоткривање мистерије од стране Херкула Поароа.
„Како расте твој врт?” је стих из дечије песме које се Поаро подсећа када посећује сеоску кућу са великом баштом чија је власница умрла након што је написала загонетно писмо тражећи његову помоћ.
„Проблем у заливу Поленса” прати несклоност мајке према вереници њеног сина, проблем је задат Паркеру Пајну.
У „Жутој перуници” Поаро прати анонимни телефонски позив у ресторану жене која је мистериозно преминула четири године пре тога. Ова прича је касније проширена у мистериозни роман Искричави цијанид, у којем је пуковник Рејс заменио Поароа.
„Госпођица Марпл прича причу” је у првом лицу испричала госпођица Марпл која се присећа како је решила наизглед немогуће убиство.
У „Сну” милионер прича Поароу о свом узнемирујућем сну у којем се убија и недељу дана касније је пронађен мртав.
„У тамној чаши” је једина прича у збирци у којој се не појављује један од Кристијевих детектива већ је прича анонимни наратор и једина која се позива на натприродно. Њен наслов алудира на фразу „Кроз тамно стакло” коју је апостол Павле употребио да опише како тренутно гледамо на свет.
У „Невољи на мору” богата жена је пронађена мртва у својој кабини на луксузном броду на обали Александрије. Прича се завршава тако што Поаро изјављује да не одобрава убиство.